# Gracjan Czerwiński
Gracjan Czerwiński (zm. 1874) – lekarz, powstaniec 1863.

## Życiorys
Pochodził z guberni podolskiej. Studiował medycynę na Uniwersytecie Kijowskim, po uzyskaniu dyplomu lekarza pracował w powiecie zasławskim. Był działaczem tamtejszych organizacji spiskowych, po wybuchu powstania styczniowego walczył jako szeregowiec i lekarz w oddziale Ciechońskiego. 22 maja 1863 w starciu pod Mińkowcami, podczas opatrywania rannych dostał się do niewoli rosyjskiej. Wyrokiem sądu polowego został skazany na 6 lat katorgi, karę odbywał w Siwakowej koło Czyty w kraju zabajkalskim, na Syberii. Jego narzeczona Maria Buszyńska, także została skazana na zsyłkę, nie skorzystała z amnestii i dobrowolnie udała się z nim na zesłanie. Na wygnaniu wzięli ślub, niedługo potem Czerwiński zapadł na zdrowiu. Małżonkowie uzyskali od władz carskich zezwolenie na osiedlenie się w Nowochabiorsku na Krymie. Zmarł w marcu 1874, mimo łagodnego klimatu i troskliwej opieki.